# Бауэр, Гарольд
Гарольд Бауэр (нем. Harold Bauer; 28 апреля 1873, Нью-Молден, близ Лондона — 12 марта 1951, Майами) — англо-американский пианист. Сын немецкого скрипача, жившего в Англии.

## Биография
Учился игре на скрипке у своего отца, затем у Адольфа Поллицера. Дебютировал как скрипач в 1883 г. и затем на протяжении отроческих и юношеских лет гастролировал по Великобритании. В 1892 г. отправился в Париж, где поступил на год в обучение к Игнацу Падеревскому. По окончании курса в течение года гастролировал по России как пианист, затем выступал во Франции, Германии, Испании. В 1908 г. исполнил мировую премьеру сюиты Клода Дебюсси «Детский уголок». Выступал также как ансамблевый музыкант — в трио с Жаком Тибо и Пабло Казальсом. В 1912 г. был удостоен золотой медали Королевского филармонического общества.
С началом Первой мировой войны Бауэр обосновался в США, в 1917 г. получил американское гражданство. В США Бауэр стал значительным музыкальным педагогом, преподавал в Манхэттенской школе музыки.